# Спомен црква у Великом Поповцу
Спомен црква у Великом Поповцу, посвећена Светом пророку Илији, на територији општине Петровац на Млави, припада Епархији браничевској Српске православне цркве.
Цркву су подигли мештани села као споменик за изгинуле и помрле ратнике у ратовима од 1912 до 1918. године. На двема мермерним плочама у цркви исклесана су имена 168 погинулих и умрлих ратника из Великог Поповца.

## Градња цркве
Црква се налази у центру Великог Поповца. Освећење темеља и градња цркве започето је 11. октобра 1920. године, а сама црква је озидана 1931. године. Зидали су је мајстори из села Даркинаца, Срез Лесковачки, Радул Илић, са своја три сина Миланом, Љубом и Стојанчетом. Велико освећење је било 10. маја 1936. године, уз мноштво свештенства, као и изасланика Краљевског дома Карађорђевић, власти млавског среза и Врха команде Војске.  

## Архитектура цркве
Димензије цркве су дужина 17m, ширина на источној и западној страни 7m, а у средишњем делу 11m. Висина цркве до крова 8m, у средишњем делу уздиже се кубе високо 16m. На западном делу се уздиже четвороугаони звоник који је само за један метар нижи од кубета. На звонику су четири прозора са ролетнама. Унутрашњост храма је осветљена са 15 узаних прозора, од којих се осам налази на кубету. Кров цркве је на две воде, који је некада био покривен ћерамидом данас лименим плехом. Постоје два звона која су поклон, веће од 400 килограма Аксентија Милановића из Великог Поповца, а мање од 130 килограма поклон Станимира Димитријевића из Александровца на Морави. 
У унутрашњости цркве, испод звоника се налази галерија за хор. Црква се у унутрашњости дели на апсиду, припрату, наос и олтар цркве. Црква је у својој унутрашњости фреско осликана 1993—1994. године, од стране сликара из Украјине Евгенија Воовка. Иконостас је 1936. године урадио сликар Војислав Трифуновић из Новог Сада. Укупно на иконостасу има 17 икона. 
Црква је 2001. године, споља сва поново омалтерисана и урађена фасада са розетама. Црква је у задње четири деценије, више пута споља фарбана и обнављана фасада. 